# BS放送事業者一覧
BS放送事業者一覧（ビーエスほうそうじぎょうしゃいちらん）とは、BS放送を行っている衛星基幹放送事業者、あるいは過去にBS放送を行っていた放送事業者・委託放送事業者の一覧である。
2011年6月30日に全面改正された放送法の施行に伴い、BS放送（および東経110度CSデジタル放送）は受託国内放送（特別衛星放送）から衛星基幹放送に、それに係る放送事業者は委託放送事業者から衛星基幹放送事業者にそれぞれ移行した。
実際の送信業務は基幹放送局提供事業者（旧：受託放送事業者）の放送衛星システム（B-SAT）が一手に引き受けており、以下の放送事業者は過去も含め例外なくB-SATのクライアントでもある。

## 放送中の事業者
2025年7月1日時点で、日本におけるテレビジョン放送はその全てがデジタル放送である。拠って以下は全てデジタル放送に関するものである。

### 沿革
- 放送開始から2007年9月30日までは、国内放送[2]の放送事業者
- 2007年10月1日から2009年2月19日までは、放送衛星業務用の周波数を使用する受託国内放送（デジタル放送に限る）及び放送衛星業務用の周波数以外の周波数を使用する受託国内放送（放送衛星業務用の周波数以外の周波数を使用する東経110度人工衛星デジタル放送）[3]の委託放送事業者
- 2009年2月20日から2011年6月29日までは、受託国内放送（特別衛星放送。デジタル放送を行うものに限る）[4]の委託放送事業者
- 2011年6月30日からは、衛星基幹放送[5]の認定基幹放送事業者
- 4K・8K放送については、開始当初から衛星基幹放送の認定基幹放送事業者（超高精細度テレビジョン放送に係るもの）[6]

表中「論理チャンネル」はBSデジタルにおける放送チャンネルであり、通常は「BSデジタル○ch」と呼称する。地上波同様、物理送信チャンネルとは異なる。

### 2K放送
論理チャンネルの太字はメインチャンネル、下線はシステムチャンネル。括弧付きは休止中・未使用のチャンネル。
論理チャンネル枠と1対1で対応する「事業者番号」は『ARIB TR-B15 BS/広帯域CSデジタルテレビジョン放送運用規定 技術資料』4.6版（社団法人電波産業会）に準拠した。ただし便宜上、論理チャンネルの上2桁が重複する場合は枝番で表記し、テレビ局（ラテ兼営含む）は「T」、単営ラジオ局は「R」、独立データ局は「D」と略記した。
「リモコンキーID」の括弧付きは、メーカー各社独自の実装における割り当て例。これらは正式なリモコンキーIDではないため、機種によって異なる。
| 事業者番号 | リモコンキーID | 論理チャンネル              | 論理チャンネル                           | 論理チャンネル                           | 衛星基幹放送事業者   | 局名【略称】                  | 放送開始 | 系列 | 備考              |
| 事業者番号 | リモコンキーID | テレビジョン放送            | ラジオ放送                               | 独立データ放送                           | 衛星基幹放送事業者   | 局名【略称】                  | 放送開始 | 系列 | 備考              |
| ---------- | -------------- | --------------------------- | ---------------------------------------- | ---------------------------------------- | -------------------- | ----------------------------- | --- | --- | ----------------- |
| T1         | 1（, 2）       | 101, 102（, 103）           |                                          | 700, 701, 707                            | 日本放送協会         | NHK BS                        | 2023年12月1日 | NHK-BS | NHK BS1から移行。 |
| T5         | 4              | 141, 142, 143（, 144）      | （744, 745, 746）                        | BS日本                                   | BS日テレ【BS4】      | 2000年12月1日                 | 日本テレビ | 旧社名：ビーエス日本。 |                   |
| T6         | 5              | 151, 152, 153               | （753, 755, 756, 757）                   | BS朝日【BSA】                            | BS朝日【BSA】        | 2000年12月1日                 | テレビ朝日 | 旧社名：ビーエス朝日。 |                   |
| T7         | 6              | 161, 162, 163（, 169）      | （766, ）768                             | BS-TBS                                   | BS-TBS               | 2000年12月1日                 | 東京放送 → TBSテレビ | 旧社名：ビーエス・アイ（BS-i）。 768chはGガイド専用放送。 |                   |
| T8         | 7              | 171, 172, 173（, 179）      | 777（, 778）                             | BSテレビ東京                             | BSテレ東             | 2000年12月1日                 | テレビ東京 | 旧社名：ビー・エス・ジャパン → BSジャパン。 データ放送777chでは「STOCK777」を放送。 BS放送事業者で唯一、社名に「テレビ」がつく。 |                   |
| T9         | 8              | 181, 182, 183（, 188, 189） | （780, 781）                             | ビーエスフジ                             | BSフジ               | 2000年12月1日                 | フジテレビ | BS放送事業者で唯一、社名に「ビーエス」が残る。 |                   |
| T10        | 9              | 191                         | 791, 792                                 | WOWOW                                    | WOWOW プライム       | 2000年9月1日                  | | 2011年10月1日より「デジタルWOWOW」からチャンネル名を変更。 |                   |
| T10        | 9              | 192                         | 791, 792                                 | WOWOW                                    | WOWOW ライブ         | 2011年10月1日                 | | |                   |
| T10        | 9              | 193                         | 791, 792                                 | WOWOW                                    | WOWOW シネマ         | 2011年10月1日                 | | |                   |
| T11        | 10             | 200                         |                                          | ジャパネットブロードキャスティング       | BS10                 | 2022年3月27日                 | ジャパネットたかた | 旧チャンネル名：BSJapanext（事業者番号：T17-2、論理チャンネル：263）。 |                   |
| T11        | 10             | 201                         | 800                                      | ジャパネットブロードキャスティング       | BS10スターチャンネル | 2000年12月1日                 | 東北新社 → ジャパネットたかた | 旧社名：スター・チャンネル、旧チャンネル名：スター・チャンネルBS → スター・チャンネル ハイビジョン → スター・チャンネル1 → スターチャンネル1 → スターチャンネル1 プレミアム → スターチャンネル1 → スターチャンネル → BS10スターチャンネル（BSJapanext → BS10との統合に伴う）。 2007年11月30日までは標準画質（SD、一部480p）の「スター・チャンネルBS」として放送。 |                   |
| T12        | 11             | 211                         |                                          | 日本BS放送                               | BS11                 | 2007年12月1日                 | ビックカメラ | |                   |
| T13        | 12             | 222                         | ワールド・ハイビジョン・チャンネル       | BS12 トゥエルビ                          | 三井物産             | 2007年12月1日                 | 2015年10月1日、「TwellV」からチャンネル名変更。 | |                   |
| T14-1      | 3（,13）       | 231, 232                    | 放送大学学園                             | 放送大学テレビ                           | 2011年10月1日        |                               | 2018年9月30日までは231 - 233chを用い地上デジタル放送との完全サイマル放送を実施（地上波の局名告知を除く）。地上波放送終了に合わせ233chは廃止。 リモコンキーID「3」は2024年4月以降に新規発売される受信機から適用。 | |                   |
| T14-1      | 3（,13）       |                             | 放送大学学園                             | 531                                      | 2011年10月1日        | 放送大学ラジオ                | 2018年9月30日まではFMラジオ放送との完全サイマル放送を実施（地上波の局名告知を除く）。 | |                   |
| T14-2      | （14）         | 234                         |                                          | グリーンチャンネル                       | グリーンチャンネル   | 日本中央競馬会                | 旧法人名：競馬・農林水産情報衛星通信機構。 | |                   |
| T14-3      | （15）         | 236                         | アニマックスブロードキャスト・ジャパン   | アニマックス                             | 2011年10月1日        | ソニー・ピクチャーズ → ノジマ | 東経110度CSデジタル放送からの移行。 | |                   |
| T15-2      | （18）         | 242                         | ジェイ・スポーツ                         | J SPORTS 1                               | 2011年10月1日        | JCOM                          | 東経110度CSデジタル放送からの移行。 | |                   |
| T15-2      | （18）         | 243                         | ジェイ・スポーツ                         | J SPORTS 2                               | 2011年10月1日        | JCOM                          | 東経110度CSデジタル放送からの移行。 | |                   |
| T15-2      | （18）         | 244                         | ジェイ・スポーツ                         | J SPORTS 3                               | 2012年3月1日         | JCOM                          | 東経110度CSデジタル放送からの移行。 | |                   |
| T15-2      | （18）         | 245                         | ジェイ・スポーツ                         | J SPORTS 4                               | 2012年3月1日         | JCOM                          | 東経110度CSデジタル放送からの移行。 | |                   |
| T15-2      | （18）         |                             | ジェイ・スポーツ                         | 849                                      | スカパー!ガイド      | JCOM                          | 2022年11月1日 | 840chから移行。 |                   |
| T16-1      | （19）         | 251                         |                                          | 釣りビジョン                             | BS釣りビジョン       | 2012年3月1日                  | ブロードメディア | |                   |
| T16-2      | （20）         | 252                         | WOWOWプラス                              | WOWOWプラス 映画・ドラマ・スポーツ・音楽 | IMAGICA → WOWOW      | 2012年3月1日                  | 旧社名：IMAGICAティーヴィ、旧チャンネル名：IMAGICA BS → シネフィルWOWOW。 東経110度CSデジタル放送からの移行。 | |                   |
| T16-3      | （21）         | 255                         | 日本映画放送                             | 日本映画専門チャンネル                   | フジテレビ           | 2012年3月1日                  | 旧社名：日本映画衛星放送。 東経110度CSデジタル放送からの移行。 | |                   |
| T16-4      | （22）         | 256                         | ブロードキャスト・サテライト・ディズニー | ディズニー・チャンネル                   | ディズニー           | 2012年3月1日                  | 東経110度CSデジタル放送からの移行。 2020年4月1日、Dlife閉局に伴いメインサービスに昇格。 2021年6月1日にHD化。 | |                   |
| T17-1      | n/a            | 260                         | J:COM BS                                 | J:COM BS                                 | 2022年3月26日        | 松竹・東急 → JCOM             | 旧社名・旧チャンネル名：BS松竹東急。 | |                   |
| T17-3      | n/a            | 265                         | BSよしもと                               | BSよしもと                               | 2022年3月21日        | 吉本興業                      | | |                   |
| D3         | n/a            | （929）                     | 放送サービス高度化推進協会               | エンジニアリングサービス                 | 2000年12月1日        |                               | 旧法人名：BSデジタル放送推進協会 → デジタル放送推進協会。 | |                   |

### 4K・8K放送
性質上テレビジョン放送（+連動データ放送）のみ、かつ原則として単独チャンネルのため、NHK以外はメインサービス（代表サービス）とサブサービス（付随サービス）の概念もない。また、キー局系BS局は一部時間を除き2Kとサイマル放送。
| 事業者番号 | リモコンキーID | 論理チャンネル   | 偏波面 | 衛星基幹放送事業者 | 局名                  | 放送開始      | 系列       | 備考                                                                                               |
| 事業者番号 | リモコンキーID | テレビジョン放送 | 偏波面 | 衛星基幹放送事業者 | 局名                  | 放送開始      | 系列       | 備考                                                                                               |
| ---------- | -------------- | ---------------- | ------ | ------------------ | --------------------- | ------------- | ---------- | -------------------------------------------------------------------------------------------------- |
| T1         | 1              | 4K 101           | 右     | 日本放送協会       | NHK BSプレミアム4K    | 2023年12月1日 | NHK-BS     | NHK BS4Kから移行。                                                                                 |
| T1         | 2              | 8K 102           | 左     | 日本放送協会       | NHK BS8K              | 2018年12月1日 | NHK-BS     | 世界初・国内唯一の8K解像度によるテレビジョン放送。                                                 |
| T5         | 4              | 4K 141           | 右     | BS日本             | BS日テレ4K            | 2019年9月1日  | 日本テレビ | 他社より遅れて放送開始。                                                                           |
| T6         | 5              | 4K 151           | 右     | BS朝日             | BS朝日4K              | 2018年12月1日 | テレビ朝日 | 旧社名：ビーエス朝日。                                                                             |
| T7         | 6              | 4K 161           | 右     | BS-TBS             | BS-TBS4K              | 2018年12月1日 | TBSテレビ  | |
| T8         | 7              | 4K 171           | 右     | BSテレビ東京       | BSテレ東4K            | 2018年12月1日 | テレビ東京 | 当初は「BSジャパン4K」として開局予定だった。                                                       |
| T9         | 8              | 4K 181           | 右     | ビーエスフジ       | BSフジ4K              | 2018年12月1日 | フジテレビ | BS放送事業者で唯一、社名に「ビーエス」が残る。                                                     |
| T12        | 11             | 4K 211           | 右     | SCサテライト放送   | ショップチャンネル 4K | 2018年12月1日 | JCOM       | 2025年3月31日まで、左旋帯域で放送。                                                                |
| T13        | 12             | 4K 221           | 右     | QVCサテライト      | 4K QVC                | 2018年12月1日 | 三井物産   | 開始時で唯一の常時終日放送チャンネル（メンテナンス時を除く）。 2025年3月31日まで、左旋帯域で放送。 |

## 放送を終了した事業者
チャンネル、放送事業者名、局名、系列は放送終了時点。

### デジタル放送
放送終了日の表記はそれぞれ以下を示す。
- 実質

翌日から放送休止に入りそのまま放送を再開しなかった局の最終放送日。
- 確定

放送休止中の局が（認定取り消し処分とは無関係に）正式に放送を終了した日。
- 取消

委託放送事業者 → 衛星基幹放送事業者の認定取り消し処分（放送事業者の不祥事にかかわるもの）の執行日。放送休止中だった局は処分執行日付で正式に放送終了となる。放送中だった局の処分執行は放送終了日の翌日付。
- 最終

認定取り消し処分執行後に認められた黒画面orテロップを含めた最終放送期限。

#### 2K放送
論理チャンネルの太字はメインチャンネル、斜体字は特別放送局のチャンネル、下線はシステムチャンネル。
ラジオ放送・データ放送のリモコンキーIDは正式なものではないため、機種によって異なる。
| 事業者番号 | リモコンキーID | 論理チャンネル          | 論理チャンネル                         | 論理チャンネル                                  | 衛星基幹放送事業者 （旧：委託放送事業者）     | 局名【略称】                                  | 放送開始                      | 放送終了 | 系列 | 備考                                            |
| 事業者番号 | リモコンキーID | テレビジョン放送        | ラジオ放送                             | 独立データ放送                                  | 衛星基幹放送事業者 （旧：委託放送事業者）     | 局名【略称】                                  | 放送開始                      | 放送終了 | 系列 | 備考                                            |
| ---------- | -------------- | ----------------------- | -------------------------------------- | ----------------------------------------------- | --------------------------------------------- | --------------------------------------------- | ----------------------------- | --- | --- | ----------------------------------------------- |
| R1         | （ラジオ1）    |                         | 300, 301                               |                                                 | ビー・エス・コミュニケーションズ              | BSラジオNIKKEI                                | 2000年12月1日                 | 2006年3月31日 | 日経ラジオ社 |                                                 |
| R2         | （ラジオ2）    | 316, 317, 318, 319      | ミュージックバード                     | BS BIRD                                         | 2004年11月30日                                | エフエム東京                                  | 2000年12月1日                 | | |                                                 |
| R3         | （ラジオ3）    | 320, 321, 322, 323      | ジェイエフエヌ衛星放送                 | JFN BS                                          | 2005年11月30日                                | ジャパンエフエムネットワーク（JFNC）          | 2000年12月1日                 | | |                                                 |
| R4         | （ラジオ4）    | 333                     | 633, 636                               | World Independent Networks Japan                | WINJ                                          | 2006年10月31日（実質） 2007年11月14日（取消） | 2000年12月1日                 | | 旧：セント・ギガ → クラブ・コスモ、旧社：衛星デジタル音楽放送 → ワイヤービー。 2005年3月31日までアナログBS-5ch（PCM音声多重放送）とサイマル。                                                                  |                                                 |
| T1         | 1              | 101                     |                                        | 700, 701, 707（, 708）                          | 日本放送協会                                  | NHK衛星第1テレビジョン【BS1】                 | 2000年9月10日                 | 2011年3月31日 | NHK-BS | アナログBS-7chとサイマル。 標準画質（SD）放送。 |
| T1         | 1              | 101（, 102）            | NHK BS1                                | 700, 701, 707（, 708）                          | 日本放送協会                                  | 2011年4月1日                                  | 2023年11月30日                | NHK BSに移行。 | NHK-BS |                                                 |
| T1         | 2              | 102                     | NHK衛星第2テレビジョン【BS2】          | 700, 701, 707（, 708）                          | 日本放送協会                                  | 2000年9月10日                                 | 2011年3月31日                 | アナログBS-11chとサイマル。 標準画質（SD）放送。 | NHK-BS |                                                 |
| T1         | 3              | 103, 104（, 105）       | NHKデジタル衛星ハイビジョン【BShi】    | 700, 701, 707（, 708）                          | 日本放送協会                                  | 2000年9月10日                                 | 2011年3月31日                 | 2007年9月30日まではアナログBS-9chとサイマル。 | NHK-BS |                                                 |
| T1         | 3              | 103（, 104）            | NHK BSプレミアム                       | 700, 701, 707（, 708）                          | 日本放送協会                                  | 2011年4月1日                                  | 2023年11月30日                | 2023年12月1日からBS（2K）・BSプレミアム4Kへの移行を促す案内放送へ移行。 2024年1月9日から6月30日まで、能登半島地震に伴い、臨時目的放送「BS103チャンネル」として、NHK金沢放送局にて放送されている総合テレビを同時放送。 放送終了後、チャンネル名は「-」となり、7月16日24時まで試験電波を放送していたが、その後、完全に停波した。104chはEPGから削除され、103chはNHK BSの予備チャンネルになった。 | NHK-BS |                                                 |
| T2         | n/a            | 115                     |                                        | ハイビジョン推進協会                            | ハイビジョン実用化試験放送                    | 2000年9月10日                                 | 2000年11月30日                | | BSデジタル本放送開始前の「BSデジタル放送普及のための試験放送」で使用された。 本放送開始までアナログBS-9chとサイマル。                                                                                          |                                                 |
| T5         | （ラジオ5）    |                         | 444, 445                               | BS日本                                          | BS日テレラジオ                                | 2000年12月1日                                 | 2005年9月30日                 | 日本テレビ | アール・エフ・ラジオ日本制作。 |                                                 |
| T6         | （ラジオ6）    | 455, 456                | ビーエス朝日                           | BSAラジオ                                       | テレビ朝日                                    | 2000年12月1日                                 | 2005年9月30日                 | JFNCと提携。 | |                                                 |
| T7         | （ラジオ7）    | 461, 462                | ビーエス・アイ → BS-TBS                | BS-i RADIO                                      | 東京放送 → TBSテレビ                          | 2000年12月1日                                 | 2005年9月30日                 | TBSラジオ制作。 | |                                                 |
| T7         | n/a            |                         | ビーエス・アイ → BS-TBS                | 908                                             | 東京放送 → TBSテレビ                          | Gガイド専用放送                               | 2006年8月1日                  | 2011年7月24日 | 日本BS放送から移管したGガイド専用放送。 デジタル放送完全移行まで768chと同内容で放送。 |                                                 |
| T8         | （ラジオ8）    | 471, 472                |                                        | BSジャパン                                      | BSJ RADIO                                     | 2000年12月1日                                 | 2005年9月30日                 | テレビ東京 | |                                                 |
| T9         | （ラジオ9）    | 488                     | ビーエスフジ                           | LFX488                                          | 2006年3月31日                                 | 2000年12月1日                                 | フジテレビ                    | ニッポン放送制作。 | |                                                 |
| T9         | （ラジオ10）   | 489                     | ビーエスフジ                           | BSQR489                                         | 2006年3月31日                                 | 2000年12月1日                                 | フジテレビ                    | 文化放送制作。 | |                                                 |
| T10        | （ラジオ11）   | 491, 492                | WOWOW                                  | WOWOW wave                                      | 2005年9月30日                                 | 2000年12月1日                                 |                               | | |                                                 |
| T11        | 10             | 201                     |                                        | スター・チャンネル                              | スターチャンネル2                             | 2011年10月1日                                 | 2024年5月31日                 | 東北新社 | 旧チャンネル名：スター・チャンネル2 → スターチャンネル2 → スターチャンネル2 セレクト→スターチャンネル2。 東経110度CSデジタル放送からの移行                                                                     |                                                 |
| T11        | 10             | 202                     | スターチャンネル3                      | スター・チャンネル                              | 東経110度CSデジタルからの移行。               | 2011年10月1日                                 | 2024年5月31日                 | 東北新社 | |                                                 |
| T14-4      | （16）         | 238                     | ビーエスFOX                            | FOXスポーツ&エンターテイメント                  | 2020年3月31日                                 | 2011年10月1日                                 | 21世紀フォックス → ディズニー | 2014年2月1日、「FOX bs238」からチャンネル名変更。 | |                                                 |
| T15-1      | （17）         | 241                     | 840（, 841）                           | スカパー・エンターテイメント                    | BSスカパー!                                   | 2011年10月1日                                 | 2022年10月31日                | スカパーJSAT | 東経110度CSデジタル放送「スカチャン804」の帯域を返上。 データ放送840chでは「スカパー!ガイド」を放送。 2022年11月1日より衛星基幹放送事業者がジェイ・スポーツに移行し、データ放送のチャンネル番号が849chに変更。 |                                                 |
| T16-4      | （23）         | 258                     |                                        | ブロードキャスト・サテライト・ディズニー        | Dlife                                         | 2012年3月17日                                 | 2020年3月31日                 | ディズニー | 2024年3月1日にFOXチャンネルをリブランドする形で再開局。 |                                                 |
| T20        | n/a            | 291                     | 890                                    | デジタル放送推進協会 （地デジ難視対策衛星放送） | NHK東京総合                                   | 2010年3月11日                                 | 2015年3月31日                 | | 各地上デジタルテレビジョン放送第1チャンネルのSD化映像・音声・字幕を再送信。 BS 29*chが各局の地上D 0*1chに対応する。                                                                                            |                                                 |
| T20        | n/a            | 292                     | 890                                    | デジタル放送推進協会 （地デジ難視対策衛星放送） | NHK東京 Eテレ                                 | 2010年3月11日                                 | 2015年3月31日                 | | 各地上デジタルテレビジョン放送第1チャンネルのSD化映像・音声・字幕を再送信。 BS 29*chが各局の地上D 0*1chに対応する。                                                                                            |                                                 |
| T20        | n/a            | 294                     | 890                                    | デジタル放送推進協会 （地デジ難視対策衛星放送） | 日本テレビ                                    | 2010年3月11日                                 | 2015年3月31日                 | | 各地上デジタルテレビジョン放送第1チャンネルのSD化映像・音声・字幕を再送信。 BS 29*chが各局の地上D 0*1chに対応する。                                                                                            |                                                 |
| T20        | n/a            | 295                     | 890                                    | デジタル放送推進協会 （地デジ難視対策衛星放送） | テレビ朝日                                    | 2010年3月11日                                 | 2015年3月31日                 | | 各地上デジタルテレビジョン放送第1チャンネルのSD化映像・音声・字幕を再送信。 BS 29*chが各局の地上D 0*1chに対応する。                                                                                            |                                                 |
| T20        | n/a            | 296                     | 890                                    | デジタル放送推進協会 （地デジ難視対策衛星放送） | TBSテレビ                                     | 2010年3月11日                                 | 2015年3月31日                 | | 各地上デジタルテレビジョン放送第1チャンネルのSD化映像・音声・字幕を再送信。 BS 29*chが各局の地上D 0*1chに対応する。                                                                                            |                                                 |
| T20        | n/a            | 297                     | 890                                    | デジタル放送推進協会 （地デジ難視対策衛星放送） | テレビ東京                                    | 2010年3月11日                                 | 2015年3月31日                 | | 各地上デジタルテレビジョン放送第1チャンネルのSD化映像・音声・字幕を再送信。 BS 29*chが各局の地上D 0*1chに対応する。                                                                                            |                                                 |
| T20        | n/a            | 298                     | 890                                    | デジタル放送推進協会 （地デジ難視対策衛星放送） | フジテレビ                                    | 2010年3月11日                                 | 2015年3月31日                 | | 各地上デジタルテレビジョン放送第1チャンネルのSD化映像・音声・字幕を再送信。 BS 29*chが各局の地上D 0*1chに対応する。                                                                                            |                                                 |
| D1         | （データ1）    |                         | 900, 901, 908                          | メガポート放送                                  | メガポート                                    | 2000年12月1日                                 | 2005年9月30日                 | 角川書店 毎日新聞 | 901chは双方向会員登録用チャンネル。 908chはGガイド専用放送（閉局後、日本BS放送へ引継）。 |                                                 |
| D2         | （データ2）    | 910                     | ウェザーニューズ                       | ウェザーニュース（WNI・910）                    | 2016年9月30日                                 | 2000年12月1日                                 |                               | | |                                                 |
| D4         | （データ3）    | 933, 934, 935           | デジタル・キャスト・インターナショナル | Digicas（デジキャス）                           | 2006年3月31日                                 | 2000年12月1日                                 | テレビ朝日 朝日新聞           | | |                                                 |
| D5         | （データ4）    | 940, 944, 945           | 日本データ放送                         | NDBデータ                                       | 2005年9月30日                                 | 2000年12月1日                                 | 日本テレビ 読売新聞           | | |                                                 |
| D6         | （データ5）    | 951, 952, 954, 955, 956 | メディアサーブ                         | BS955                                           | 2004年11月30日                                | 2000年12月1日                                 | 東芝                          | | |                                                 |
| D7         | （データ6）    | 963                     | 日本メディアーク                       | Tivi! 963                                       | 2004年12月17日（実質） 2005年11月30日（確定） | 2000年12月1日                                 | 時事通信社 共同通信社         | | |                                                 |
| D10        | n/a            | 908                     | 日本BS放送                             | Gガイド専用放送                                 | 2005年10月1日                                 | 2006年7月31日                                 | ビックカメラ                  | メガポート放送から引き継がれたGガイド専用放送。 2006年8月1日にBS-i → BS-TBSへ移管。 | |                                                 |
| D10        | （データ7）    | 997, 998, 999           | 日本BS放送                             | ch999                                           | 2000年12月1日                                 | 2007年9月30日                                 | ビックカメラ                  | データ放送の帯域を返上、テレビジョン放送（BS11）に移行。 | |                                                 |

#### 4K放送
| 事業者番号 | リモコンキーID | 論理チャンネル   | 偏波面 | 衛星基幹放送事業者       | 局名         | 放送開始      | 放送終了                                                 | 系列     | 備考 |
| 事業者番号 | リモコンキーID | テレビジョン放送 | 偏波面 | 衛星基幹放送事業者       | 局名         | 放送開始      | 放送終了                                                 | 系列     | 備考 |
| ---------- | -------------- | ---------------- | ------ | ------------------------ | ------------ | ------------- | -------------------------------------------------------- | -------- | --- |
| T1         | 1              | 4K 101           | 右     | 日本放送協会             | NHK BS4K     | 2018年12月1日 | 2023年11月30日                                           | NHK-BS   | NHK BSプレミアム4Kに移行。                                                                               |
| T10        | 9              | 4K 191           | 左     | WOWOW                    | WOWOW 4K     | 2021年3月1日  | 2025年2月28日                                            | WOWOW    | 視聴には2Kサービスの契約が必須だった（4K単独契約不可）。                                                 |
| T11        | 10             | 4K 203           | 左     | 東北新社メディアサービス | ザ・シネマ4K | 2018年12月1日 | 2021年4月30日 2021年5月1日（取消） 2021年6月30日（最終） | 東北新社 | 法令上における認定チャンネル名は「映画エンタテインメントチャンネル」で、当初はこの名称で開局予定だった。 |

### アナログ放送
沿革
- 放送開始から2007年9月30日までは、国内放送[2]の放送事業者
- 2007年10月1日から2009年2月19日までは、放送衛星業務用の周波数を使用する受託国内放送（デジタル放送以外の放送）及び放送衛星業務用の周波数以外の周波数を使用する受託国内放送（放送衛星業務用の周波数以外の周波数を使用する東経110度人工衛星デジタル放送以外の放送）[3]の委託放送事業者
- 2009年2月20日から2011年6月29日までは、受託国内放送（特別衛星放送。デジタル放送以外の放送を行うものに限る）[4]の委託放送事業者
- 2011年6月30日からは、衛星基幹放送[5]の認定基幹放送事業者
- 2011年7月24日、衛星基幹放送は終了し認定基幹放送事業者の認定も取り消し

| チャンネル       | チャンネル                                                                                            | 衛星基幹放送事業者 （旧：委託放送事業者、放送事業者） | 局名【略称】                  | 放送開始       | 放送終了                  | 備考                                                          |
| テレビジョン放送 | PCM音声多重放送                                                                                       | 衛星基幹放送事業者 （旧：委託放送事業者、放送事業者） | 局名【略称】                  | 放送開始       | 放送終了                  | 備考                                                          |
| ---------------- | --- | ----------------------------------------------------- | ----------------------------- | -------------- | ------------------------- | ------------------------------------------------------------- |
| BS-5ch           | | WOWOW                                                 | WOWOW                         | 1991年4月1日   | 2011年7月24日             | デジタル191chとサイマル。                                     |
|                  | BS-5ch                                                                                                | World Independent Networks Japan                      | WINJ                          | 1991年3月30日  | 2005年3月31日             | 旧：セント・ギガ → クラブ・コスモ。 デジタル333chとサイマル。 |
| BS-7ch           | | 日本放送協会                                          | NHK衛星第1テレビジョン【BS1】 | 1989年6月1日   | 2011年3月31日             | デジタル101chとサイマル。                                     |
| BS-7ch           | NHK BS1                                                                                               | 日本放送協会                                          | 2011年4月1日                  | 2011年7月24日  | デジタル101chとサイマル。 |                                                               |
| BS-9ch           | ハイビジョン推進協会                                                                                  | ハイビジョン試験放送                                  | 1991年11月25日                | 1994年11月24日 |                           |                                                               |
| BS-9ch           | 日本放送協会 日本衛星放送 日本テレビ放送網 東京放送 フジテレビジョン 全国朝日放送 テレビ東京 朝日放送 | ハイビジョン実用化試験放送                            | 1994年11月25日                | 2000年11月30日 | デジタル115chとサイマル。 |                                                               |
| BS-9ch           | 日本放送協会                                                                                          | NHKハイビジョン放送【BShi】                           | 2000年12月1日                 | 2007年9月30日  | デジタル103chとサイマル。 |                                                               |
| BS-11ch          | 日本放送協会                                                                                          | NHK衛星第2テレビジョン【BS2】                         | 1989年6月1日                  | 2011年3月31日  | デジタル102chとサイマル。 |                                                               |
| BS-11ch          | 日本放送協会                                                                                          | NHK BSプレミアム【BSP】                               | 2011年4月1日                  | 2011年7月24日  | デジタル103chとサイマル。 |                                                               |